# Denney
Pour les articles homonymes, voir Denney (homonymie).
Denney est une commune française située dans le département du Territoire de Belfort, la région culturelle et historique de Franche-Comté et la région administrative Bourgogne-Franche-Comté.

## Géographie

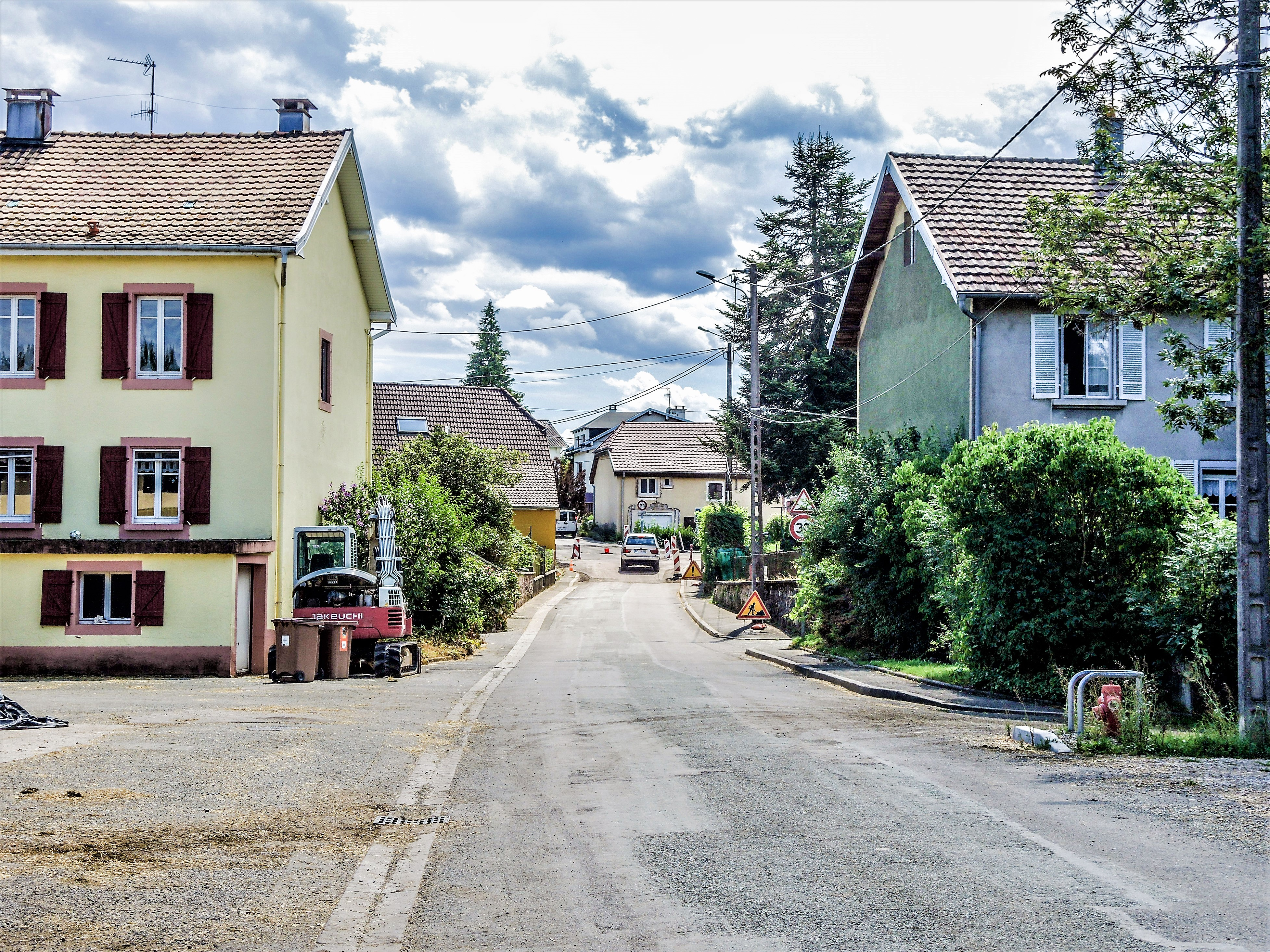
Rue Gustave Courtot.

Le village est situé à proximité de la route nationale N 83 à 5 km du centre de Belfort, à une altitude d'environ 365 m. Le territoire de la commune est limitrophe de la ville de Belfort sur quelques centaines de mètres, entre l'autoroute A36 et le bois de la Miotte, au niveau du parc d'activités des Hauts de Belfort.

### Climat
Pour des articles plus généraux, voir Climat de la Bourgogne-Franche-Comté et Climat du Territoire de Belfort.
En 2010, le climat de la commune est de type climat des marges montargnardes, selon une étude du Centre national de la recherche scientifique s'appuyant sur une série de données couvrant la période 1971-2000. En 2020, Météo-France publie une typologie des climats de la France métropolitaine dans laquelle la commune est exposée à un climat semi-continental et est dans la région climatique Vosges, caractérisée par une pluviométrie très élevée (1 500 à 2 000 mm/an) en toutes saisons et un hiver rude (moins de 1 °C).
Pour la période 1971-2000, la température annuelle moyenne est de 9,8 °C, avec une amplitude thermique annuelle de 17,3 °C. Le cumul annuel moyen de précipitations est de 1 141 mm, avec 11,4 jours de précipitations en janvier et 10,3 jours en juillet. Pour la période 1991-2020, la température moyenne annuelle observée sur la station météorologique de Météo-France la plus proche, « Felon_sapc », sur la commune de Felon à 7 km à vol d'oiseau, est de 10,3 °C et le cumul annuel moyen de précipitations est de 1 056,1 mm. 
La température maximale relevée sur cette station est de 38 °C, atteinte le 7 août 2015 ; la température minimale est de −19,3 °C, atteinte le 20 décembre 2009,,.
Les paramètres climatiques de la commune ont été estimés pour le milieu du siècle (2041-2070) selon différents scénarios d'émission de gaz à effet de serre à partir des nouvelles projections climatiques de référence DRIAS-2020. Ils sont consultables sur un site dédié publié par Météo-France en novembre 2022.

## Urbanisme

### Typologie
Au 1er janvier 2024, Denney est catégorisée commune rurale à habitat dispersé, selon la nouvelle grille communale de densité à sept niveaux définie par l'Insee en 2022.
Elle appartient à l'unité urbaine de Roppe, une agglomération intra-départementale regroupant quatre  communes, dont elle est ville-centre,,. Par ailleurs la commune fait partie de l'aire d'attraction de Belfort, dont elle est une commune de la couronne,. Cette aire, qui regroupe 91 communes, est catégorisée dans les aires de 50 000 à moins de 200 000 habitants,.

### Occupation des sols
L'occupation des sols de la commune, telle qu'elle ressort de la base de données européenne d’occupation biophysique des sols Corine Land Cover (CLC), est marquée par l'importance des territoires agricoles (76,8 % en 2018), en diminution par rapport à 1990 (80,3 %). La répartition détaillée en 2018 est la suivante : 
zones agricoles hétérogènes (37,1 %), terres arables (27,3 %), prairies (12,4 %), forêts (11,1 %), zones urbanisées (10,5 %), zones industrielles ou commerciales et réseaux de communication (1,6 %). L'évolution de l’occupation des sols de la commune et de ses infrastructures peut être observée sur les différentes représentations cartographiques du territoire : la carte de Cassini (XVIIIe siècle), la carte d'état-major (1820-1866) et les cartes ou photos aériennes de l'IGN pour la période actuelle (1950 à aujourd'hui).

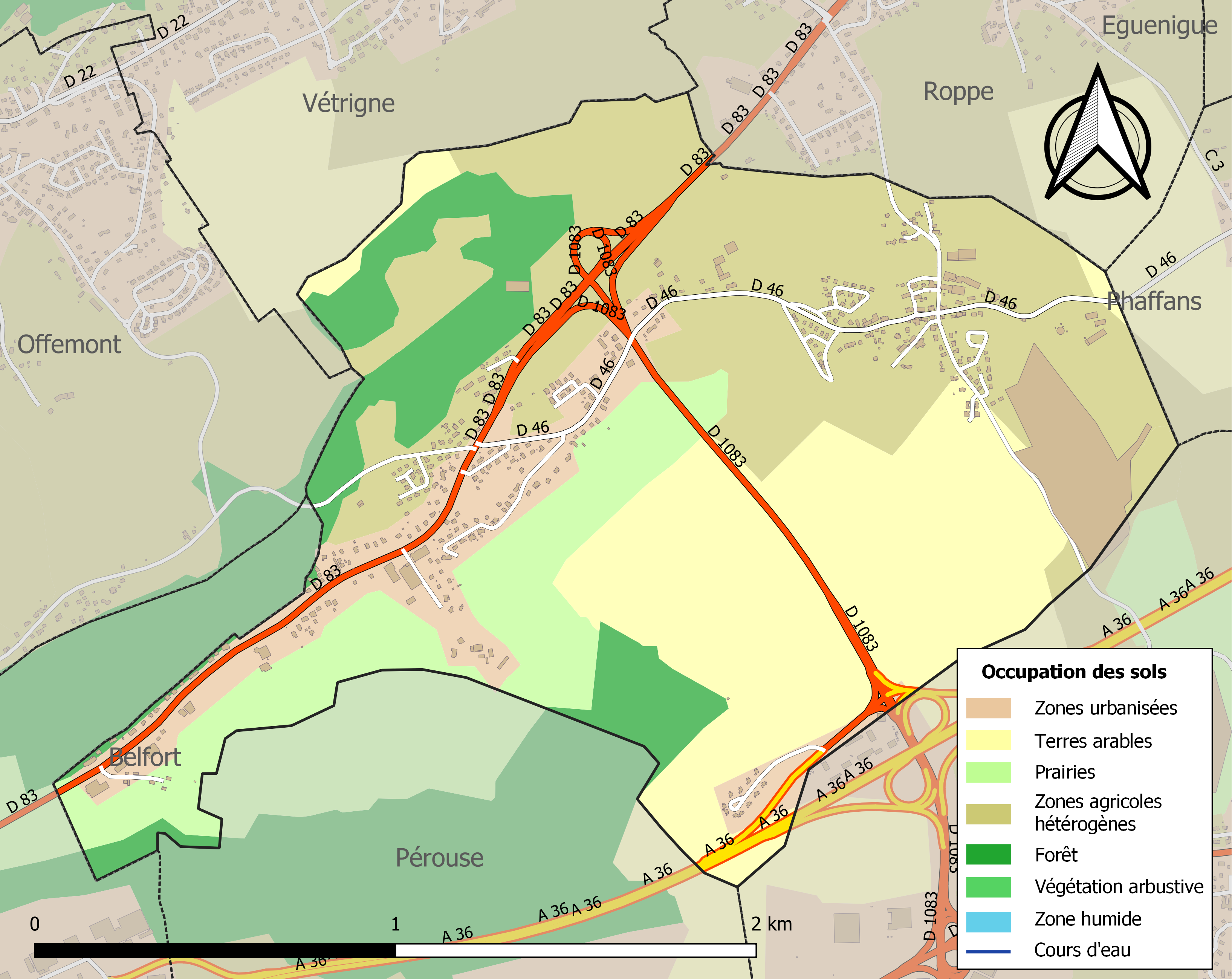
Carte des infrastructures et de l'occupation des sols de la commune en 2018 (CLC).

## Toponymie
- Doroangus (VIIe siècle), Tueringen (1347), Tyringen (1533), Diring (1576), Thaney (1615), Diringen (1628), Derney (1655), Dieringe (1662), Danney (1793), Denney (1801).
- En allemand : Düringen[14].

## Histoire
La plus ancienne mention du village dans les archives date de 1344. En 1347, Thiengen, nom germanisé de Denney (on rencontre aussi Duringen), fait déjà partie de la paroisse de Phaffans et de la seigneurie de Belfort. Quelques années plus tard le village rejoint le comté de Ferrette et de

## Politique et administration
| Période                                  | Période      | Identité         | Étiquette | Qualité                                              |
| ---------------------------------------- | ------------ | ---------------- | --------- | ---------------------------------------------------- |
| Les données manquantes sont à compléter. |              |                  |           |                                                      |
| avant 1988                               | 1990 (décès) | Yvan Damidaux    | PS        | Conseiller général du canton de Fontaine (1982-1990) |
| 1990                                     | ?            | Jacques Arisi    |           |                                                      |
| mars 2001                                | mars 2008    | Gérard Pelletier |           |                                                      |
| mars 2008                                | 2014         | Claude Girard    |           |                                                      |
| 2014                                     | En cours     | Jean-Paul Morgen |           |                                                      |

## Population et société

### Démographie
L'évolution du nombre d'habitants est connue à travers les recensements de la population effectués dans la commune depuis 1793. Pour les communes de moins de 10 000 habitants, une enquête de recensement portant sur toute la population est réalisée tous les cinq ans, les populations de référence des années intermédiaires étant quant à elles estimées par interpolation ou extrapolation. Pour la commune, le premier recensement exhaustif entrant dans le cadre du nouveau dispositif a été réalisé en 2007.

En 2022, la commune comptait 762 habitants, en évolution de −0,65 % par rapport à 2016 (Territoire de Belfort : −2,78 %, France hors Mayotte : +2,11 %).
| 1793 | 1800 | 1806 | 1821 | 1831 | 1836 | 1841 | 1846 | 1851 |
| ---- | ---- | ---- | ---- | ---- | ---- | ---- | ---- | ---- |
| 212  | 202  | 238  | 234  | 268  | 297  | 293  | 306  | 336  |

| 1856 | 1861 | 1866 | 1872 | 1876 | 1881 | 1886 | 1891 | 1896 |
| ---- | ---- | ---- | ---- | ---- | ---- | ---- | ---- | ---- |
| 303  | 297  | 247  | 224  | 231  | 229  | 231  | 231  | 233  |

| 1901 | 1906 | 1911 | 1921 | 1926 | 1931 | 1936 | 1946 | 1954 |
| ---- | ---- | ---- | ---- | ---- | ---- | ---- | ---- | ---- |
| 199  | 184  | 169  | 153  | 163  | 203  | 232  | 206  | 230  |

| 1962 | 1968 | 1975 | 1982 | 1990 | 1999 | 2006 | 2007 | 2012 |
| ---- | ---- | ---- | ---- | ---- | ---- | ---- | ---- | ---- |
| 249  | 314  | 415  | 491  | 531  | 637  | 745  | 760  | 770  |

| 2017 | 2022 | - | - | - | - | - | - | - |
| ---- | ---- | - | - | - | - | - | - | - |
| 762  | 762  | - | - | - | - | - | - | - |

## Culture locale et patrimoine

### Lieux et monuments

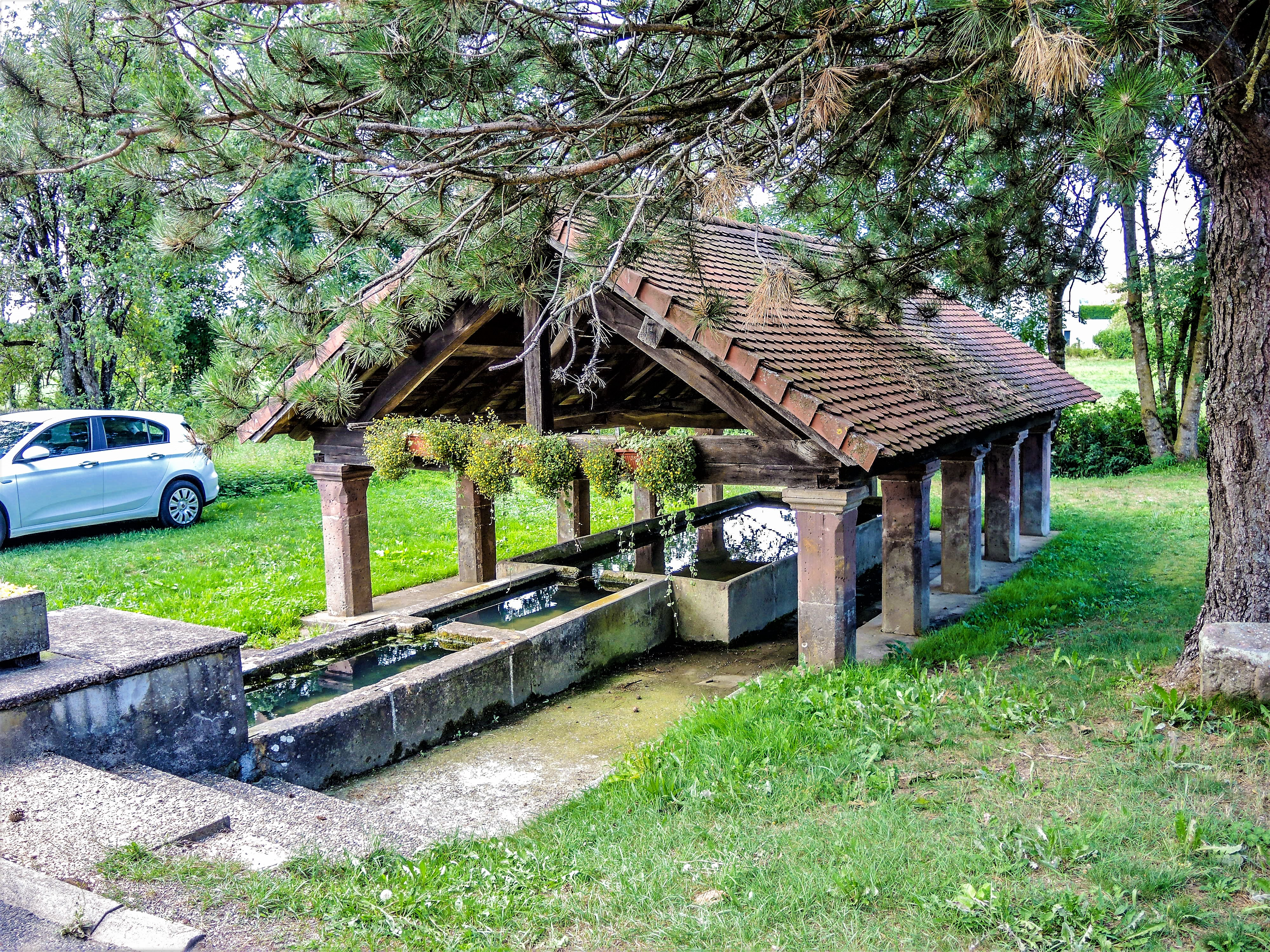
Lavoir de Denney

Début 2017, la commune est « réputée sans clochers ».
- Lavoir au centre du village, en contrebas de la mairie.

### Personnalités liées à la commune
- Dominique Voynet y a grandi mais n'y a pas été scolarisée.

### Héraldique
| Blason de Denney | Blason  | D'azur à la fasce haussée échiquetée d'or et de gueules de deux tires.                                                                   |
| Blason de Denney | Détails | Le statut officiel du blason reste à déterminer.                                                                                         |
| Blason de Denney | Alias   | D'argent au chêne de sable, les feuilles parti de sable et d'or et englanté du même; au chef d'azur chargé de trois fleurs de lis d'or,. |

## Pour approfondir